# مرگ‌ها در دسامبر ۲۰۱۹
مرگ‌ها در دسامبر ۲۰۱۹ (انگلیسی: Deaths in December 2019) آنچه در پی می‌آید فهرست افراد سرشناسی است که در دسامبر ۲۰۱۹ درگذشته‌اند.
- در هر عنوان به‌ترتیب نام شخص، سن، ملیت، دلیل سرشناسی، علت مرگ، و منبع آمده‌است.

## دسامبر

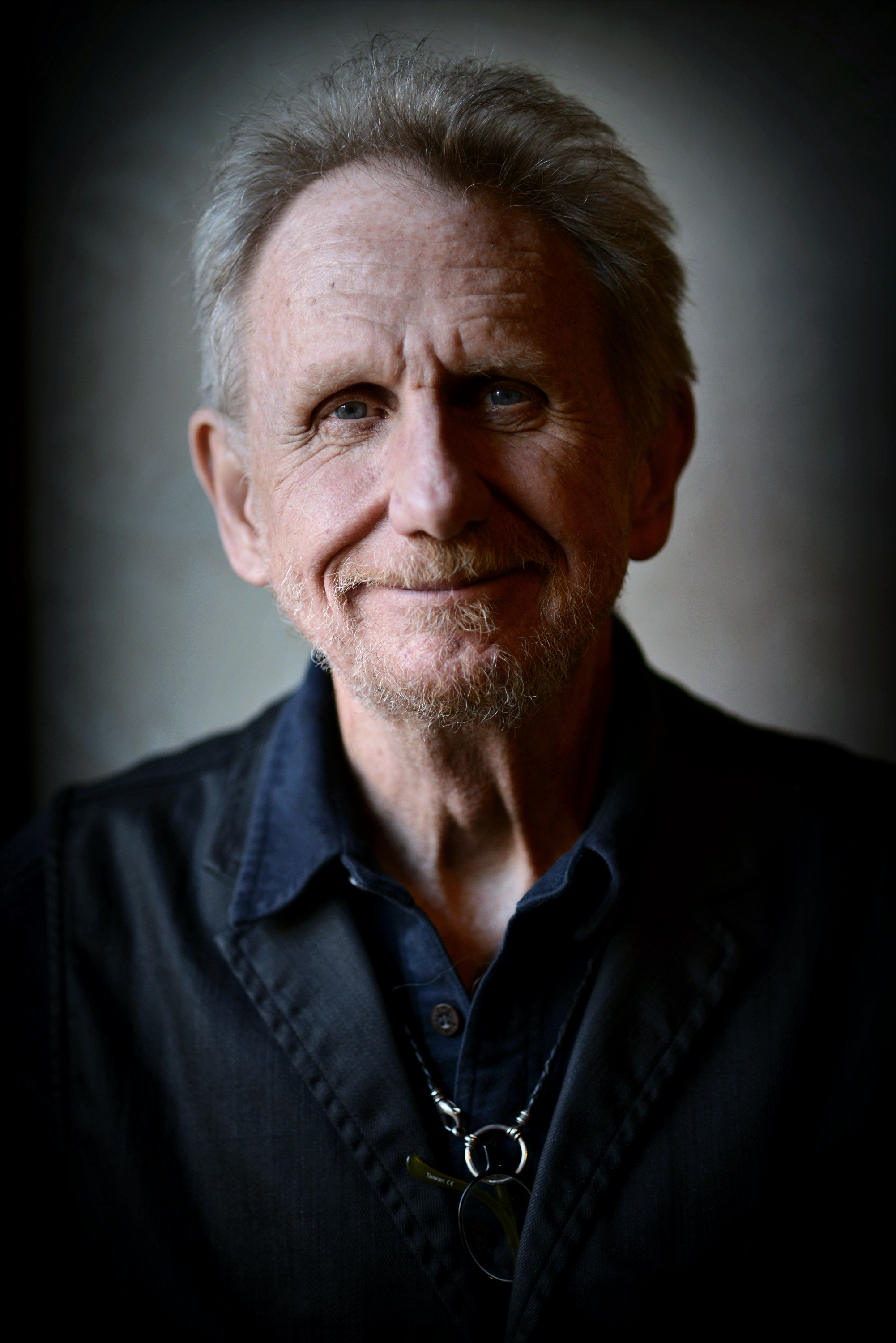
رنه اوبرژونوا

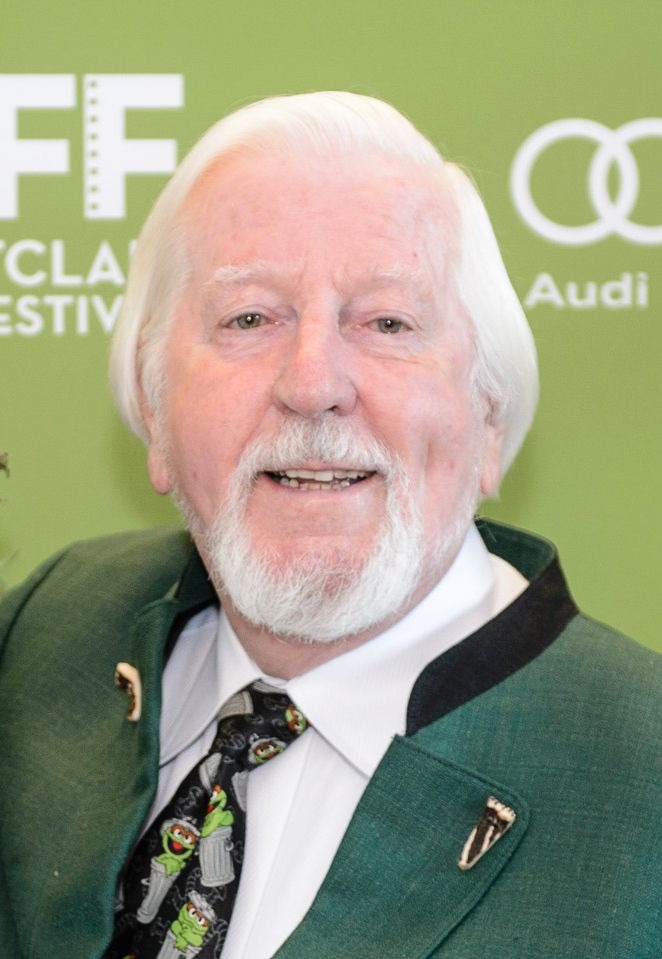
کارول اسپینی

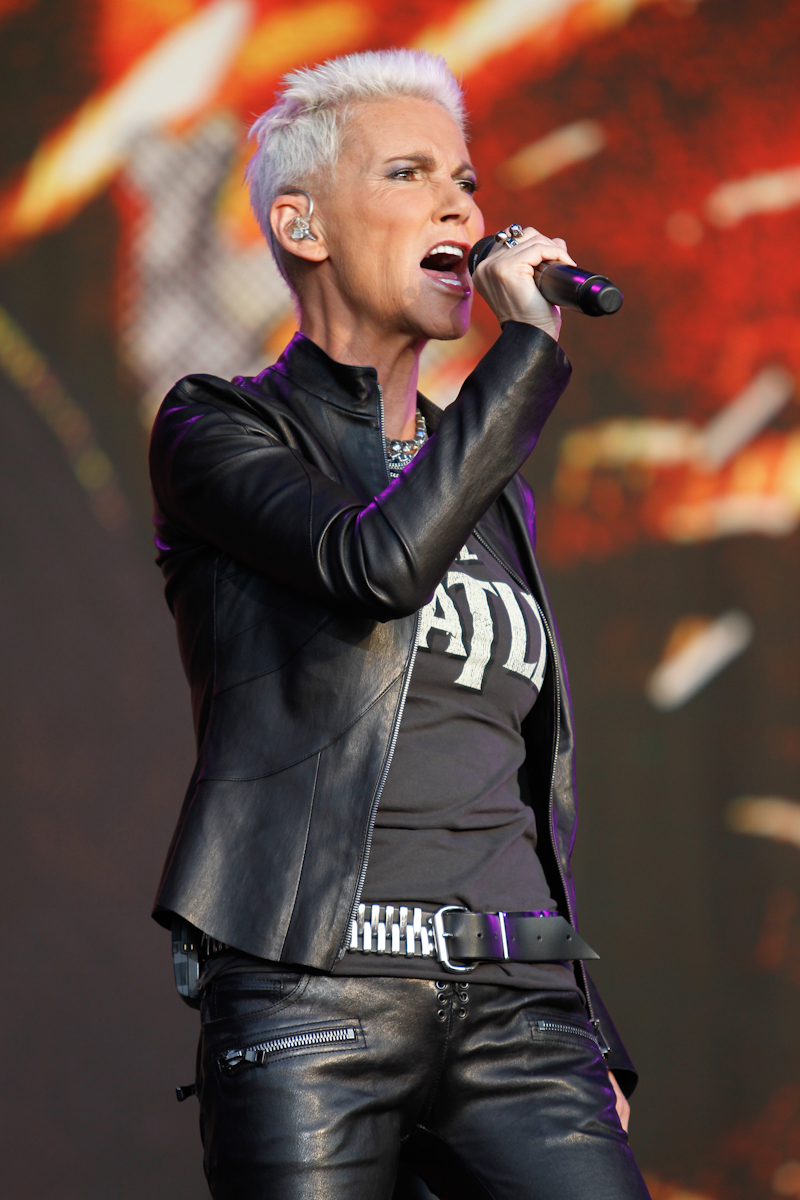
ماری فریدریکسون

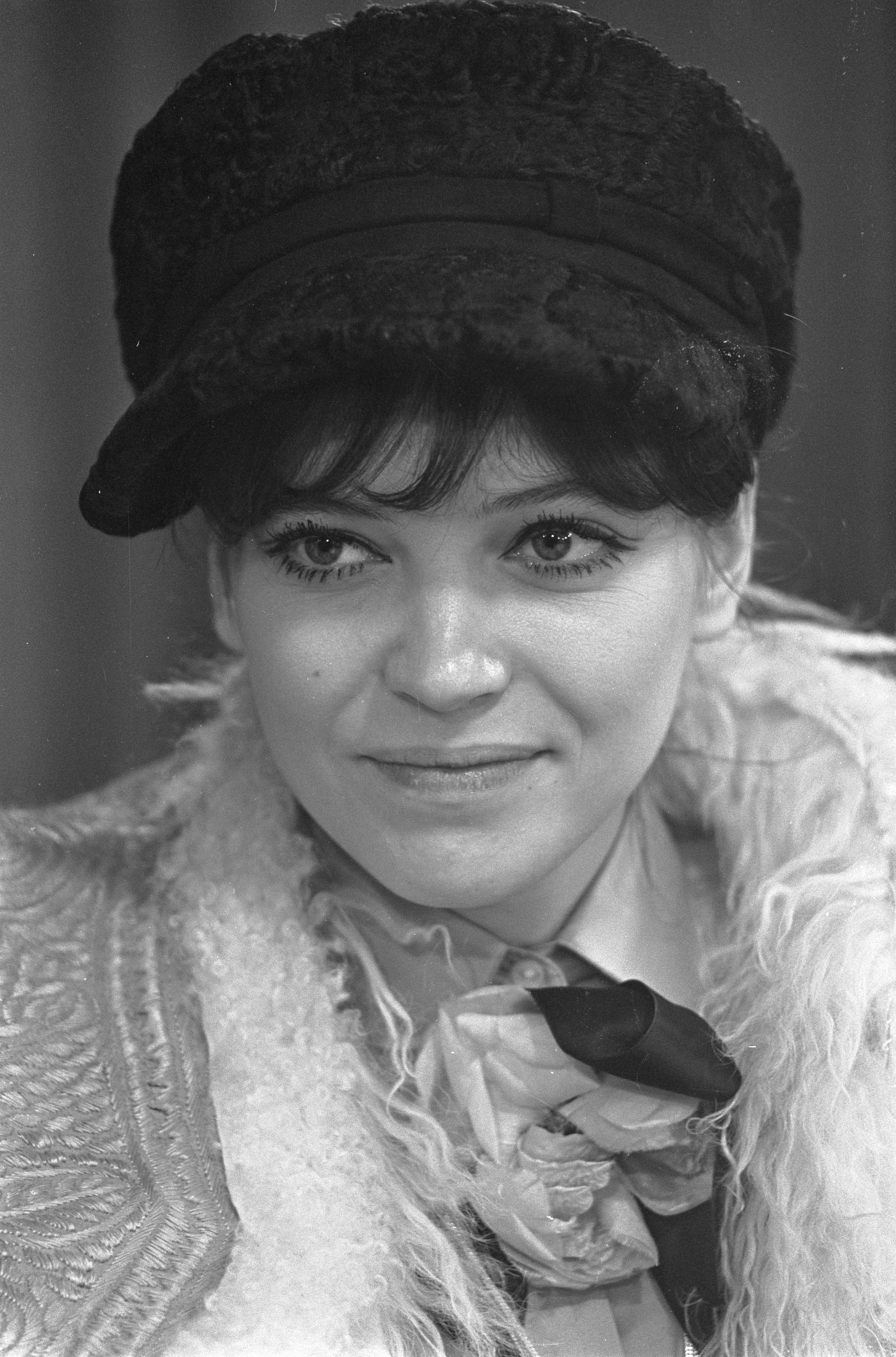
آنا کارینا

- شلی موریسون، ۸۳، هنرپیشه اهل ایالات متحده آمریکا.
- فرانچسکو یانیک، ۸۲، بازیکن فوتبال اهل ایتالیا.
- دی سی فونتانا، ۸۰، فیلم‌نامه‌نویس اهل ایالات متحده آمریکا.
- نصرت‌الله کریمی، ۹۴، بازیگر، کارگردان و مجسمه‌ساز ایرانی.
- باب ویلیس، ۷۰، بازیکن کریکت اهل بریتانیا.
- ران لیبمن، ۸۲، هنرپیشه اهل ایالات متحده آمریکا.
- زازا اوروشادزه، ۵۴، کارگردان فیلم، و فیلم‌نامه‌نویس اهل اتحاد جماهیر شوروی.
- رنه اوبرژونوا، ۷۹، بازیگر آمریکایی.
- جویس ورلد، ۲۱، خواننده رپ و ترانه‌سرای آمریکایی.
- پل ولکر، ۹۲، اقتصاددان اهل ایالات متحده آمریکا.
- ماری فریدریکسون، ۶۱، خواننده، ترانه‌سرا و پیانیست پاپ سوئدی.
- گرشن کینگزلی، ۹۷، موسیقی‌دان اهل آلمان.
- یوری لوژکف، ۸۳، سیاست‌مدار اهل روسیه.
- دیوید بلامی، ۸۶، گیاه‌شناس، نویسنده، مجری تلویزیون و مدافع محیط زیست بریتانیایی.
- دنی آیلو، ۸۶، هنرپیشهٔ اهل آمریکا.
- پیتر اسنل، ۸۰، ورزشکار دو و میدانی اهل نیوزیلند.
- آنا کارینا، ۷۹، بازیگر، کارگردان و فیلم‌نامه‌نویس دانمارکی.
- کلودین اوژه، ۷۸، هنرپیشه و مانکن اهل فرانسه.
- ژولا کوهن، ۹۳، روزنامه‌نگار، سیاستمدار، ناشر، و نویسنده اهل اسرائیل.
- رولند ماتس، ۶۹، شناگر اهل آلمان.
- مارتین پیترز، ۷۶، بازیکن فوتبال اهل انگلستان.
- تونی بریتون، ۹۵، هنرپیشه اهل انگلستان.
- رام داس، ۸۸، معلم مذهبی اهل ایالات متحده آمریکا.
- نورعلی تابنده، ۹۲، قطب سلسله نعمت‌اللهی سلطانعلیشاهی گنابادی.
- سو لاین، ۷۳، هنرپیشه و خواننده اهل ایالات متحده آمریکا.
- شهلا ریاحی، ۹۲، هنرپیشه سینما، تئاتر و تلویزیون اهل ایران.